# 松脇朱里
松脇 朱里（まつわき あかり、1998年〈平成10年〉9月21日 - ）は、日本の女性アイドル。東京都出身。Reve Pocketのメンバー。
愛称は「あかりんご」。iDOL Streetストリート生（第4期）、らぶけん（第6期）、Ange☆Reve、ラルムーン、momograci（ex.桃色革命）の元メンバー。

## 略歴

### iDOL StreetからAnge☆Reveへ
2013年3月から始まった「avex アイドルオーディション2013」に応募し、同年7月2日、iDOL Streetストリート生第4期22名のうちの一人として初お披露目。スト生内ユニット「TOKYO TORiTSUこれで委員会」に配属された。2014年には舞台『RIN-RIN-RIN〜ヒーローはいつも君のそばにいる〜』に出演。『SUPER☆GiRLS LIVE 2015』TOKYO DOME CITY HALL公演へのサポート出演もあったが、SUPER☆GiRLSやGEM等の追加メンバーに選ばれることなく、2015年9月22日（17歳の誕生日翌日）- 9月23日に山中湖交流プラザ きららで開催されたライブ・イベント『Twin Box FUJISAN 2015』への出演を最後にストリート生としての活動を終了した。
その後2016年4月12日、愛乙女☆DOLL（以下、らぶどると略す）の研究生に当たる「らぶけん」の第6期追加メンバーとして加入し、同日のらぶどる定期公演で「GO!! MY WISH!!」を歌いステージデビュー。同年7月12日、らぶどると同じArcJewelに所属する「Ange☆Reve」への加入が発表され、同月20日の秋葉原Twin Box GARAGE公演で初お披露目された。
2016年10月19日、Ange☆Reveメンバーとしての初参加作となるDVDシングル『Colorful』をポニーキャニオンからリリース。以後シングルCD2枚、ミニアルバム1枚に参加する等順調だったが、重大な契約違反が発覚したことにより2018年10月21日付でAnge☆Reveを脱退した。

### ラルムーンからmomograciへ
Ange☆Reve脱退から1年を経た2019年9月4日、株式会社CLUSTAR.が「ハープスター」に続いて送り出した女性アイドルグループ「ラルムーン」への加入が発表され、同9月23日に東京芸術センター天空劇場にて、お披露目デビュー単独公演 『リスタート〜七色の未来へ〜』を行い本格的な活動を開始したが、半年後の2020年3月13日に代官山SPACE ODDにて行われた『IDOL Switch! vol.1』への出演を最後にラルムーンを卒業した。
ラルムーン卒業後は同グループの同僚だった知里美幸と共に「アイドルモドキ。」として活動する一方、2020年6月18日にスタートした桃色革命の期間限定プロジェクト「GRACiAS」に参加。コロナ禍における半年間の活動を経て2021年3月30日、桃色革命が「momograci」にユニット名を変更したことを発表。同年4月4日にmomograciのメンバーとして新たなスタートを切った。
2024年7月15日、秋葉原PARMSで行われたライブをもってmomograciを卒業。スト生及びAnge☆Reveを上回る3年3ヵ月の在籍であった。
2024年9月5日、Reve Pocketのメンバーとして活動することを発表。同月7日、「第39回 マイナビ 東京ガールズコレクション 2024 AUTUMN/WINTER」にてお披露目された。

## 人物・逸話
- 身長は153cm[1]。スト生加入当初は148cmで[20]、約10年の間に5cm高くなった。
- 子供の頃からハロー!プロジェクトのファンで、モーニング娘。やミニモニ。、℃-uteに憧れていた[20]。
- 兄が1人いる[21]。
- スト生時代の担当カラーはレッドアップル[8]。キャッチフレーズは「カリカリカリッ、カリカリカリッ、かじれ、りんご!」である[20]。
- スト生の先輩であった吉橋亜理砂（現「ideal peco」メンバー）とはAnge☆Reveでも共働。松脇がらぶけんからAnge☆Reveへ昇格したのに対し、吉橋はらぶどるからAnge☆Reveへ異動してきた形となった[22]。ちなみに2016年9月17日に吉祥寺CLUB SEATAで開催された『松脇朱里バースデーライヴ〜あかりんご18歳になってもがんばりんご!〜』では、当時らぶどるメンバーだった吉橋が米満梨湖[注 4]と共にゲスト出演している。
- 安田大サーカスのクロちゃんは松脇がらぶけんに入ったことを2016年6月に知り、「気づくの遅すぎな自分に腹立つ」と述べている[24]。

## 出演

### 舞台
- RIN-RIN-RIN〜ヒーローはいつも君のそばにいる〜（2014年2月26日 - 3月2日、シアターKASSAI） - 成瀬真奈 役[6]

### ライブ・イベント
- なんてったってハロプロライブ 
  - vol.35（2019年7月16日、秋葉原Twin Box GARAGE）[25]
  - vol.38（2019年10月15日、秋葉原Twin Box GARAGE） - 知里美幸と共演[26]
  - vol.40（2019年12月17日、秋葉原Twin Box GARAGE） - 知里美幸と共演[27]
  - vol.41（2020年1月21日、秋葉原Twin Box GARAGE） - 知里美幸と共演[28]
  - vol.43（2020年3月17日、秋葉原Twin Box GARAGE）- 知里美幸と共演[29]
  - COVERS 〜The Ballad〜（2021年1月20日、AKIBAカルチャーズ劇場） - 「アイドルモドキ。」として出演[30]
  - inカルチャーズ劇場 202106（2021年6月21日、AKIBAカルチャーズ劇場） - 「アイドルモドキ。」として出演[31]